# Pandemia de COVID-19 na África do Sul
Este artigo documenta os impactos da pandemia de coronavírus de 2020 na África do Sul e pode não incluir todas as principais respostas e medidas contemporâneas. O primeiro caso foi confirmado em 1 de março de 2020.

## Antecedentes
Após a declaração da Organização Mundial da Saúde (OMS) de uma Emergência de Saúde Pública de Âmbito Internacional em 30 de janeiro de 2020, o país deu início a um gerenciamento de crise.

## Histórico

### Março de 2020
Em 1º de março, o primeiro caso de COVID-19 foi confirmado no país, sendo um homem que havia retornado com sua esposa e mais oito pessoas de Milão, na Itália, viajando por Dubai. Em 3 de março, o paciente  relatou sintomas a um clínico geral e entrou em isolamento; o médico também foi isolado. Em 5 de março de, Zweli Mkhize, ministro da Saúde, anunciou o primeiro caso confirmado na região. Para isso, epidemiologistas e clínicos do Instituto Nacional de Doenças Transmissíveis (NICD) foram enviados para KwaZulu-Natal em resposta ao caso; o paciente foi para o hospital de Grey, em Pietermaritzburg.
Em 7 de março, foi anunciado que uma mulher do mesmo grupo de viagem da Itália, retornando a Gauteng, também testou positivo para o vírus. Em 11 de março, foram relatados 6 novos casos, sendo 1 caso do mesmo grupo de viagem da Itália, enquanto os outros 5 casos parecem não estar relacionados, com histórico de viagem para outros países europeus. O primeiro caso foi confirmado na província do Cabo Ocidental.
Em 12 de março, foram anunciados 3 novos casos, incluindo o primeiro na província de Mpumalanga. A primeira transmissão local e o primeiro caso na província de Estado Livre também foram divulgados, mas refutados no final do dia pelo NICD. Desse modo, o número total de casos subiu para 16. Em 15 de março, as primeiras transmissões locais, ainda não confirmadas por laboratórios do governo, foram anunciadas por Cyril Ramaphosa, presidente do país. Em 16 de março, o primeiro caso confirmado na província de Limpopo foi confirmado. Em 17 de março, os primeiros casos confirmados de transmissão local foram confirmados por laboratórios governamentais: 4 em Gauteng, 3 em KwaZulu-Natal e 1 no Cabo Ocidental.
Em 18 de março, o primeiro caso confirmado de transmissão local em Mpumalanga foi confirmado pelos laboratórios do governo.  Em 19 de março, o número de casos confirmados subiu para 150. Mais tarde, Mkhize sugeriu que dois terços da população sul-africana poderiam contrair o vírus. Essa previsão está alinhada com as estimativas da Europa sobre infecção populacional. Em 19 de março, o Ministro da Saúde sugeriu que dois terços da população sul-africana poderiam contrair o vírus, perspectiva alinhada com as estimativas da Europa sobre infecção populacional.
Em 20 de março, a província do Estado Livre registrou sete casos, tornando-se a sexta das nove províncias da África do Sul a ser infectada. Dos sete casos, cinco eram do exterior (Israel, França e Texas) que se reuniram para uma reunião da igreja com a participação de 200 pessoas. O Aeroporto Internacional Oliver Tambo instituiu o isolamento de estrangeiros à chegada e os enviou aos respectivos países de origem. Em 21 de março, o número confirmado de casos chegou a 240, com o Cabo Oriental relatando seu primeiro caso, tornando-o a sétima das nove províncias a denunciar um caso. Até 24 de março, todas as nove províncias haviam confirmado casos, com os primeiros casos em Cabo Setentrional e Noroeste sendo anunciados. Um bloqueio nacional de 21 dias, foi anunciado pelo presidente, começando em 27 de março.

### Abril de 2020
Em 1º de abril, pesquisadores do NICD e do Instituto Nacional de Bioinformática da África do Sul da Universidade do Cabo Ocidental divulgaram a sequência genética do SARS-CoV-2 de um paciente sul-africano do COVID-19.
Em 9 de abril, foi anunciado que os membros do gabinete da África do Sul , incluindo o presidente, vice-presidente, ministros e vice-ministros doariam um terço de seus salários por três meses a um fundo de solidariedade. O Hospital Santo Agostinho em Durban foi fechado após um surto localizado de mais de 60 casos confirmados e quatro mortes relacionadas ao COVID-19; até então, 1.845 haviam testado positivo para o vírus nacionalmente, com um total de 18 mortes. Em 10 de abril, os especialistas em saúde ficaram surpresos com a dramática desaceleração da taxa diária de novos casos nas duas semanas anteriores, no entanto, temia-se que essa desaceleração possa provocar complacência. Mkhize recomendou que o público em geral usasse máscaras de pano ao sair em público.
Em 12 de abril, houve um aumento de 145 (7,1%) casos, incluindo 23 funcionários e 3 prisioneiros no Centro Correcional de East London. Em 13 de abril, o presidente do Comitê Consultivo Ministerial para o COVID-19, Salim Abdool Karim, indicou que o bloqueio havia sido eficaz para atrasar as transmissões. Ele também descreveu o plano em oito etapas do país para combater o vírus. Incluía critérios para estender ou facilitar o bloqueio. Em 14 de abril, 143 casos confirmados, sendo 70 dos novos casos do Cabo Oriental.
Em 23 de abril, quando o Presidente Ramaphosa voltou a abordar a nação, o número total de casos aumentou para 3953. Números detalhados divulgados pelo NICD mostraram que em abril o número de casos seguiu trajetórias distintas em diferentes províncias. Nas duas semanas de 9 a 23 de abril, os casos nas províncias costeiras tiveram um aumento muito alto. Em 27 de abril, Cuba enviou mais de 200 médicos para ajudar no controle da pandemia no país.

### Maio de 2020
Em 3 de maio, o país registrava 6.783 casos da doença e 131 mortes. Foi-se estimado que os leitos de UTI poderiam ser insuficientes a partir de junho ou julho, com os cientistas se referindo a mesma como simples e pessimista. No final do mês, totalizavam 683 mortes, com 27.036 novos casos e 16.809 recuperados.

### Junho de 2020
Em junho, foram registrados 118.526 novos casos, elevando o total de casos confirmados para 151.209. O número de mortos subiu para 2.657 e o de pacientes recuperados para 73.543. Ao final do mês, haviam 75.009 casos ativos.

### Julho de 2020
Em 12 de julho, em um discurso, o presidente Ramaphosa anunciou que o aumento previsto de casos COVID-19 estava se passando. O estado de desastre foi prorrogado até 15 de agosto e a proibição do álcool foi reintroduzida junto de um novo toque de recolher das 21:00 às 4:00. Em 22 de julho, o Conselho de Pesquisa Médica da África do Sul (SAMRC) e o Centro de Pesquisa Atuarial da Universidade da Cidade do Cabo estimaram um aumento de 59% de mortes naturais entre 6 de maio e 14 de julho de 2020 no país. Segundo a mesma estimativo tal aumento está relacionado direta ou indiretamente ao vírus, tendo em vista o diagnóstico e tratamento tardio de outras doenças.
Em 23 de julho, Ramaphosa anunciou o encerramento de todas as escolas públicas por quatro semanas, de 27 de julho a 24 de agosto, e a extensão do ano acadêmico até 2021. Em julho, foram 341.974 novos casos, elevando o total para 493.183. O número de mortos triplicou, chegando en 8.005. O número de pacientes recuperados aumentou em 252.628 para 326.171. Ao final do mês, haviam 159.007 casos ativos.

### Agosto de 2020
Em 15 de agosto, Ramaphosa, em discurso, anunciou que o pico da pandemia já havia passado, com as restrições sendo rebaixadas para o nível 2 e a extensão do período do estado nacional de desastre por mais um mês. Houve 285.067 novos casos em agosto, elevando o total para 627.041. O número de mortos aumentou para 14.149. Ao final do mês, haviam 71.969 casos ativos.

### Setembro de 2020
Em 16 de setembro, o presidente em discurso anunciou que as restrições seriam rebaixadas para o nível 1, a partir de 21 de setembro de 2020. O estado nacional de desastre foi prorrogado por mais um mês. Houve 45.531 novos casos em setembro, elevando o total para 672.572. O número de mortos subiu para 16.667. O número de recuperados aumentou para 606.520, com 49.655 casos ativos no final do mês.

### Outubro de 2020
Em 18 de outubro, o Ministro da Saúde Zweli Mkhize anunciou que testou positivo para o COVID-19. O estado nacional de desastre foi prorrogado por mais um mês. Houve 52.880 novos casos em outubro, elevando o total para 725.452. O número de mortos aumentou para 19.276. O número de recuperados aumentou para 654.182, deixando 51.994 casos ativos no final do mês.

### Novembro de 2020
Em 11 de novembro, o presidente anunciou a prorrogação do estado de desastre nacional por mais um mês, até 15 de dezembro de 2020. O relaxamento das medida em relação a viagens internacionais, horário de funcionamento das lojas e continuação do apoio ao desemprego COVID também foram anunciados.

## Reações

### Bloqueio

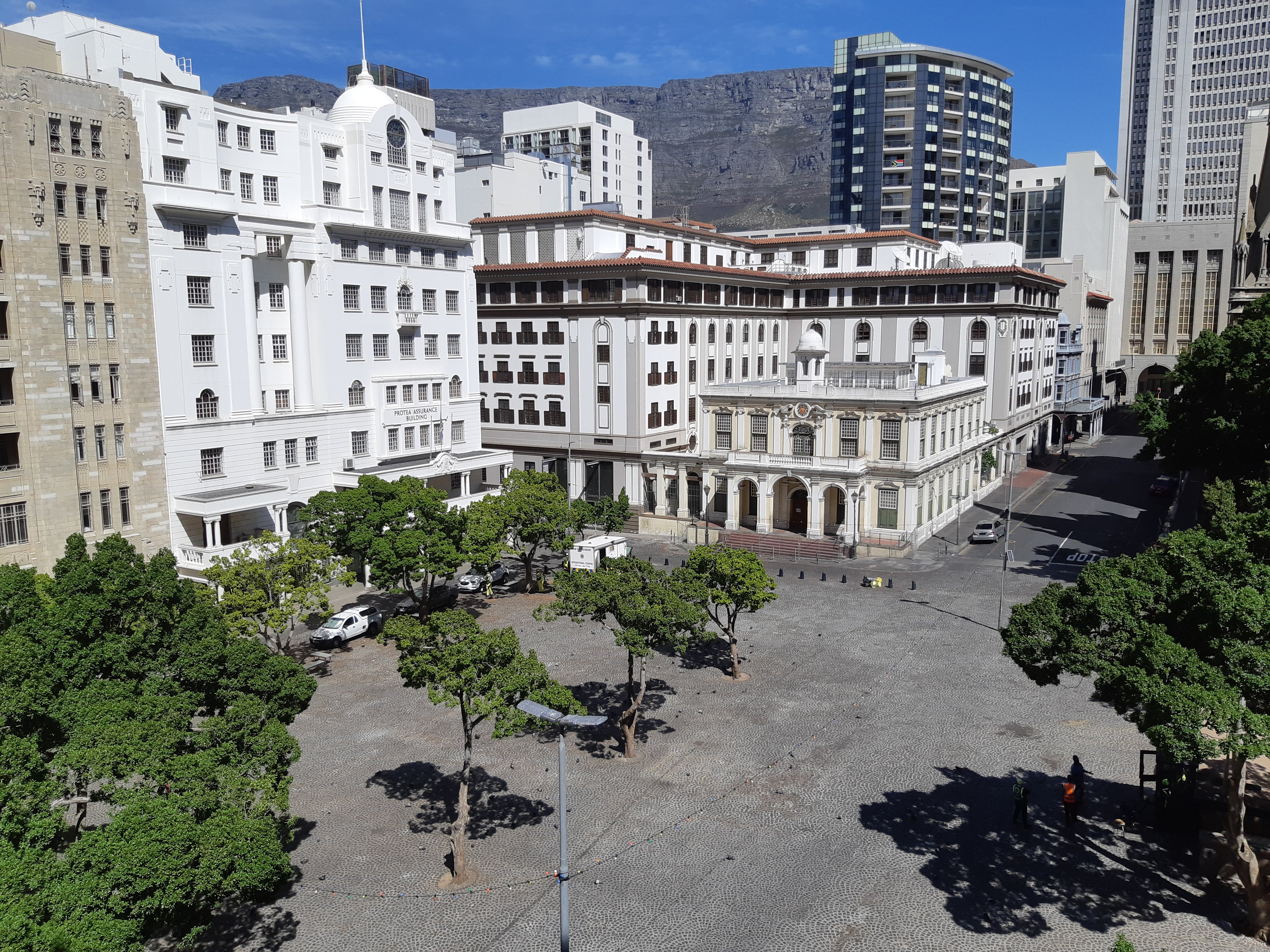
Greenmarket Square vazio em Cidade do Cabo após o bloqueio.

Em 23 de março, o Presidente Cyril Ramaphosa anunciou um bloqueio nacional de 21 dias, da meia-noite de 27 de março a 16 de abril, com o destacamento da Força de Defesa Nacional da África do Sul para apoiar o governo. Em 9 de abril, o Presidente anunciou uma extensão de bloqueio de duas semanas, até o final de abril. Estavam isentas ao bloqueio pessoas consideradas indispensáveis para a resposta efetiva à pandemia, tais como:
- profissionais de saúde, pessoal de farmácia e laboratório, pessoal de emergência;[64][65]
- serviços de segurança (policiais, militares e segurança privada);[64][65]
- pessoas consideradas necessárias ao funcionamento básico da economia (supermercados, serviços de transporte e logística, postos de gasolina, bancos, serviços financeiros e de pagamento essenciais);[64][65]
- aqueles que trabalham em indústrias que não podem ser encerradas economicamente (como minas e siderúrgicas).[66]

Durante o bloqueio, todas as reuniões, exceto os funerais, foram proibidas. Restaurantes, tabernas, lojas de garrafas e todas as outras lojas que não vendem bens essenciais devem permanecer fechadas durante o período de bloqueio. As escolas, já fechadas uma semana antes do período de bloqueio, não serão reabertas até mesmo depois do bloqueio. Pessoas não isentas só podem sair de suas casas durante esse período para acessar serviços de saúde, coletar subsídios sociais, participar de pequenos funerais (não mais que 50 pessoas) e comprar comida. Os sul-africanos receberam ordens de não levar seus cães para passear durante o bloqueio, embora possam passear com eles em torno de sua casa ou prédio de apartamentos. As pessoas não poderiam ser despejadas de seu local de residência durante o bloqueio.
Estava proibido o movimento entre províncias e entre áreas metropolitanas e distritais, exceto para:
- trabalhadores essenciais;
- transporte de carga desinfetada nos pontos de chegada;
- o transporte de restos mortais;
- o comparecimento a funerais (sob restrições).[67]

Todas as fronteiras do país permaneceriam fechadas durante o bloqueio, exceto os portos de entrada designados para o transporte de combustível, carga e mercadorias. Foram proibidos voos internacionais e domésticos de passageiros, exceto os autorizados pelo Ministério dos Transportes, para a evacuação de nacionais da África do Sul em países estrangeiros e para certas repatriações.

#### Estágios do bloqueio
O alívio das restrições de bloqueio foi anunciado em 23 de abril de 2020, com um bloqueio de nível nacional 4 a partir de 1 de maio de 2020.
| 5 | Bloqueio geral (exceto casos acima citados)                                   | [ 72 ] |
| 4 | Proibido comércio de bebidas alcoólicas                                       | [ 73 ] |
| 4 | Toque de recolher das 20:00 às 05:00 (exceto casos acima citados)             | [ 73 ] |
| 4 | Uso de máscaras em público é obrigatório                                      | [ 73 ] |
| 4 | Permitido o comércio de: alimentos, limpeza, papelaria, combustíveis e tabaco | [ 73 ] |
| 4 | Rastreamento de aglomerações                                                  | [ 73 ] |
| 4 | Viagens internacionais e domésticas proibidas                                 | [ 73 ] |
| 3 | Facilitação de restrições ao trabalho e atividades sociais.                   | [ 72 ] |
| 2 | Maior flexibilização de restrições, manutenção do distanciamento físico.      | [ 72 ] |
| 1 | A maioria das atividades normais é retomada com precauções.                   | [ 72 ] |

### Estado de desastre
Em meados de março, as medidas de isolamento ficaram mais rígidas, e em 15 de março de 2020, o presidente Cyril Ramaphosa declarou estado nacional de desastre, proibindo reuniões de mais de 100 pessoas. Em 17 de março, Ramaphosa, apoiada pelo vice-presidente David Mabuza, convocou a reunião inaugural do Conselho Nacional de Comando em COVID-19, para "liderar o plano de ação nacional de conter a disseminação e limitar o impacto negativo do coronavírus".
Em 18 de março, o ministro da Governança Cooperativa e Assuntos Tradicionais, Nkosazana Dlamini-Zuma, assinou um decreto no diário do governo limitando o número de clientes em bares, clubes e restaurantes a 50. O Parlamento suspendeu todas as atividades a partir de 18 de março e o Congresso Nacional Africano adiaria suas conferências eletivas. A Comissão de Mediação e Arbitragem de Conciliação (CCMA) cancelou todos os casos agendados a partir de 18 de março de 2020 e proibiu o encaminhamento de novos casos. Somente referências eletrônicas seriam aceitas.
As escolas foram fechadas em 18 de março de 2020, retomando provisoriamente em maio, com os feriados de junho encurtados em uma semana e os feriados de setembro encurtados em 3 dias. A Universidade de Pretória, a Universidade da Cidade do Cabo, a Universidade Stellenbosch, a Universidade de Rodes e a Universidade de KwaZulu Natal suspenderam as aulas. Em 19 de março, o ministro do Comércio e Indústria, Ebrahim Patel, assinou um decreto que impõe controles de preços sobre itens essenciais e que preços abusivos resultariam em multas, equivalentes a 10% do faturamento de uma empresa.

## Impacto

### Economia
Quando a paralisação em nível nacional se iniciou, em 27 de março, os economistas sul-africanos previram uma queda de 2,5% a 10% do PIB do país em 2020. O bloqueio nacional e a desaceleração econômica resultante reduziram a demanda por eletricidade em mais de do 7500 MW, reduzindo assim temporariamente o impacto da longa crise energética sul-africana. A Bolsa de Joanesburgo perdeu 15% de seu valor na semana que terminou em 13 de março de 2020, sua pior semana em 21 anos.
Em 19 de março, a governadora do Banco de Reserva da África do Sul, Lesetja Kganyago, anunciou uma redução da taxa de recompra do país em 100 pontos base, ou seja, de 1%, para 5,25%. Em 14 de abril, foi feita uma redução adicional para 4,25% ao ano. Em 22 de março, o Standard Bank anunciou uma amortização de pagamento de 90 dias para pequenas e médias empresas e estudantes para tentar protegê-los do impacto econômico do surto, a partir de 1º de abril.

### Eventos afetados
Os principais eventos esportivos suspenderam suas atividades. O Super Rugby, o Pro14, o Varsity Rugby, a Premier Soccer League, a Athletics South Africa, o Sunshine Tour Golf, a turnê do ciclo Cape Epic e a Maratona dos Dois Oceanos 2020 foram cancelados. Os eventos ao vivo cancelados ou adiados incluem o Festival Cultural Africano Mangaung (MACUFE), o Bloem Show, o AfrikaBurn, o Festival Internacional de Jazz da Cidade do Cabo, o Klein Karoo Nasionale Kunstefees, o Splashy Festival do Fen, o Rand Show, o Festival Nacional de Artes (realizado virtualmente), o SciFest Africa (adiado para 9 a 15 de setembro), o WWE Live South Africa (adiado para setembro) e o Comic ConCidade do Cabo. As feiras comerciais e agrícolas adiadas ou canceladas incluíram a HuntEx, a DecorEx Cape Town & Durban, a Tyrexpo (adiada para 4-6 de agosto de 2020), a Expo Mundial de Energia e Eletricidade (adiada para 20 e 21 de agosto), o Pietermaritzburg Royal Show, a S.A. Cheese Festival, a Qualité Awards Dinner e a Agri-Expo Western Cape Youth Show.

A Igreja Cristã de Zion cancelou sua peregrinação anual da Páscoa. O Conselho Judicial Muçulmano (MJC) suspendeu as orações de sexta-feira e depois fechou as mesquitas no domingo, 22 de março, mas a chamada para a oração ainda seria dada. O rabino-chefe Warren Goldstein suspendeu as celebrações em todas as sinagogas. As escolas tradicionais de circuncisão no Cabo Oriental foram suspensas. Joanesburgo fechou todas as instalações públicas indefinidamente, incluindo piscinas públicas, centros recreativos e cívicos, estádios, bibliotecas, instalações esportivas e o zoológico. Ethekhwini fechou todas as instalações públicas de Durban, incluindo piscinas, praias, bibliotecas, salas comunitárias e museus, enquanto restrições foram impostas à Galeria de Arte de Durban e aos cemitérios para permitir apenas 50 pessoas por vez. A Cidade do Cabo fechou todas as instalações públicas indefinidamente, incluindo piscinas públicas, centros recreativos e cívicos, estádios, instalações esportivas e reservas naturais.